# 小帕施莱本
小帕施莱本（德語：Kleinpaschleben）是德国萨克森-安哈尔特州安哈尔特-比特费尔德县的村庄和旧市镇。自2010年1月1日起，小帕施莱本成为奥斯特宁堡兰的城区。